# Stade Français (Chile)
Stade Français es un club social y deportivo chileno con base en la comuna de Las Condes en la ciudad de Santiago. Fue creado mediante la fusión de los clubes Lawn Tenis Francés (1917) y Sport Français, dos organizaciones deportivas fundadas por la  comunidad francesa en Chile.

## Historia
Fue fundado el 14 de julio de 1929, el Día Nacional de Francia. El 25 de noviembre de 1929, el embajador de Francia cortó la cinta tricolor del recinto. Su primer presidente fue Francisco Duchesne.

## Rugby
La sección de rugby del club data de 1930, siendo una de las actividades pioneras del Club y una de las que más ha realzado a la institución, y se desempeña en el TNC Top 8, organizado por la Asociación de Rugby Santiago, desde su ascenso en la temporada 2021, pero siendo parte de las competencias organizadas por dicha asociación desde su fundación en 1948.

### Palmarés
- Nacional de Clubes (1): 2010
- Campeonato Central de Rugby (9): 1956, 1957, 1959, 1963, 1973, 1974, 1993, 2010, 2011
- Torneo de Apertura (2): 2001, 2016
- Súper 8 (1): 2021
- Copa de Plata Torneo de Apertura: 2005

## Tenis
Los principales jugadores que han pertenecido a la rama de tenis son Marcelo Taverne, Ricardo Balbiers, Omar Pabst, Hans Gildemeister y Heinz Gildemeister. El Court Central fue la sede local del equipo chileno de Copa Davis entre 1969 y 1974, siendo sucedido por el Court Central Anita Lizana. El conjunto ha jugado nueve series en el estadio, con seis victorias (67 %) y tres derrotas (33 %).
- Nota: El primer número en el resultado de la serie corresponde a Chile.

| Año  | Llave             | N.º | Rival                | Resultado |
| ---- | ----------------- | --- | -------------------- | --------- |
| 1969 | Zona Americana    | 1   | Argentina            | 3-2       |
| 1969 | Zona Americana    | 2   | Ecuador              | 4-1       |
| 1969 | Zona Americana    | 3   | Brasil               | 2-3       |
| 1971 | Zona Americana    | 4   | Argentina            | 4-1       |
| 1971 | Zona Americana    | 5   | Brasil               | 2-3       |
| 1972 | Zona Americana    | 6   | Perú                 | 4-1       |
| 1972 | Zona Americana    | 7   | Colombia             | 4-1       |
| 1972 | Zona Americana    | 8   | Estados Unidos       | 0-5       |
| 1991 | Zona Americana II | 9   | República Dominicana | 5-0       |

### Palmarés
- Copa Hunneus (1): 1936